# Volontari Armati Italiani
Volontari Armati Italiani (VAI) (z wł. Zbrojni Ochotnicy Włoscy) – liczący 9 tysięcy partyzantów oddział partyzancki współtworzony i dowodzony przez Jerzego Sasa-Kulczyckiego. VAI zasłynęło z zapowiedzi zabicia stu niemieckich nazistów w odwecie za rozstrzelanie Jerzego Sasa-Kulczyckiego w obozie koncentracyjnym w Fossoli 14 lipca 1944 roku. Faktycznie zabito trzydziestu nazistów.